# Diogo Pires, o Moço

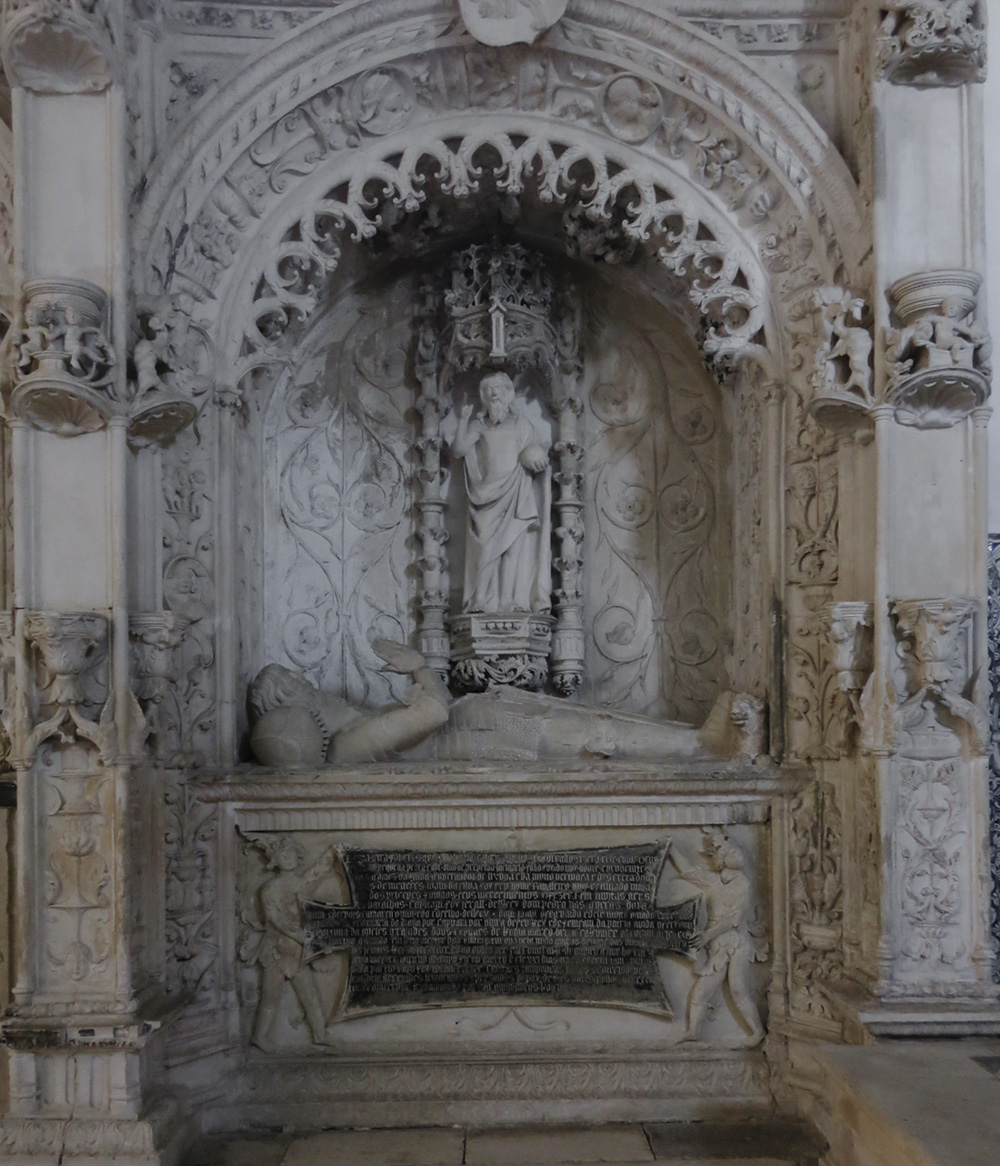
Túmulo de Aires Gomes da Silva, 1522, Igreja do Mosteiro de S. Marcos (Universidade de Coimbra)

Diogo Pires, o Moço ou Diogo Pires-o-Moço (as datas e locais de nascimento e morte são desconhecidos)) foi um escultor português ativo entre o final do século XV e o primeiro quartel do século XVI. Era filho ou sobrinho de Diogo Pires, o Velho.
Formado no contexto do gótico tardio, Diogo Pires, o Moço foi "o maior vulto da escultura  manuelina".  A sua obra assinala a transição, em Portugal, entre o gótico e a renascença.

## Biografia e obra
As suas primeiras obras importantes, como o Padrão da Ponte de Coimbra ou a Estátua jacente de Frei João Coelho, são inteiramente no estilo manuelino, faceta da sua obra que culminará com as duas estátuas do Anjo Heráldico (ou Anjo Custódio do Reino), realizadas para a Igreja do Mosteiro de Santa Cruz e consideradas as suas obras-primas. A imagem do Anjo Heráldico poderá ser considerada como "o alfa e o ómega da estatuária manuelina: ao mesmo tempo que a afirma na sua pujança, é o seu grande canto do cisne".
"Diogo promoveu, dentro da sua obra, uma gradual renovação de acordo com o gosto «ao romano», por influência, decerto, de Nicolau Chanterene, com quem conviveu e trabalhou". A mudança pode localizar-se entre  1522 e 1523, aquando da empreitada de renovação da igreja do Mosteiro de São Marcos de Coimbra em que ambos estiveram envolvidos. Os túmulos de Aires Gomes da Silva e de João da Silva dão conta dessa alteração, confirmando a viragem estilística do escultor, que então procurou, em certa medida, aproximar-se das opções renascentistas de Chanterene.

### Algumas obras[1][2]
- Lápide do túmulo de D. Álvaro, Bispo de Fez (para a Sé Velha de Coimbra; presentemente no Museu Nacional de Machado de Castro, Coimbra).
- Lápide evocativa da reforma da capela do Sacramento, 1491 (para a Sé Velha de Coimbra; presentemente no MNMC).
- Padrão da ponte de Coimbra, 1513 (MNMC, Coimbra).
- Estátua jacente de Frei João Coelho, c. 1513 ou 1515; Cruzeiro; Pia batismal, 1515 (igreja do Mosteiro de Leça do Balio).
- Anjo Heráldico (Anjo Custódio do Reino), c. 1518, calcário, 190 x 64 x 46 cm (para a Igreja do Mosteiro de Santa Cruz, Coimbra; presentemente no MNMC, Coimbra).[4]
- Anjo Heráldico (Anjo Custódio do Reino),  c. 1518 (Igreja do Mosteiro de Santa Cruz, Coimbra).
- Túmulo de D. Diogo de Azambuja, c. 1518 (convento de Santa Maria dos Anjos, Montemor-o-Velho).
- Pia batismal, 1515 (para a igreja de S. João de Almedina, Coimbra; presentemente na Sé Velha de Coimbra).
- Túmulo de D. Luís Pessoa (igreja de São Martinho, Montemor-o-Velho).
- Túmulo de Aires Gomes da Silva; Túmulo de João da Silva, o Velho; Púlpito, 1522 (igreja do Mosteiro de São Marcos).
- Túmulo de Mateus da Cunha, c. 1525 Igreja Matriz de Pombeiro da Beira.
- Oficina de Diogo Pires-o-Moço, Túmulo de D. Afonso Sanches, séc. XVI, Igreja do Convento de Santa Clara, Vila do Conde[5]

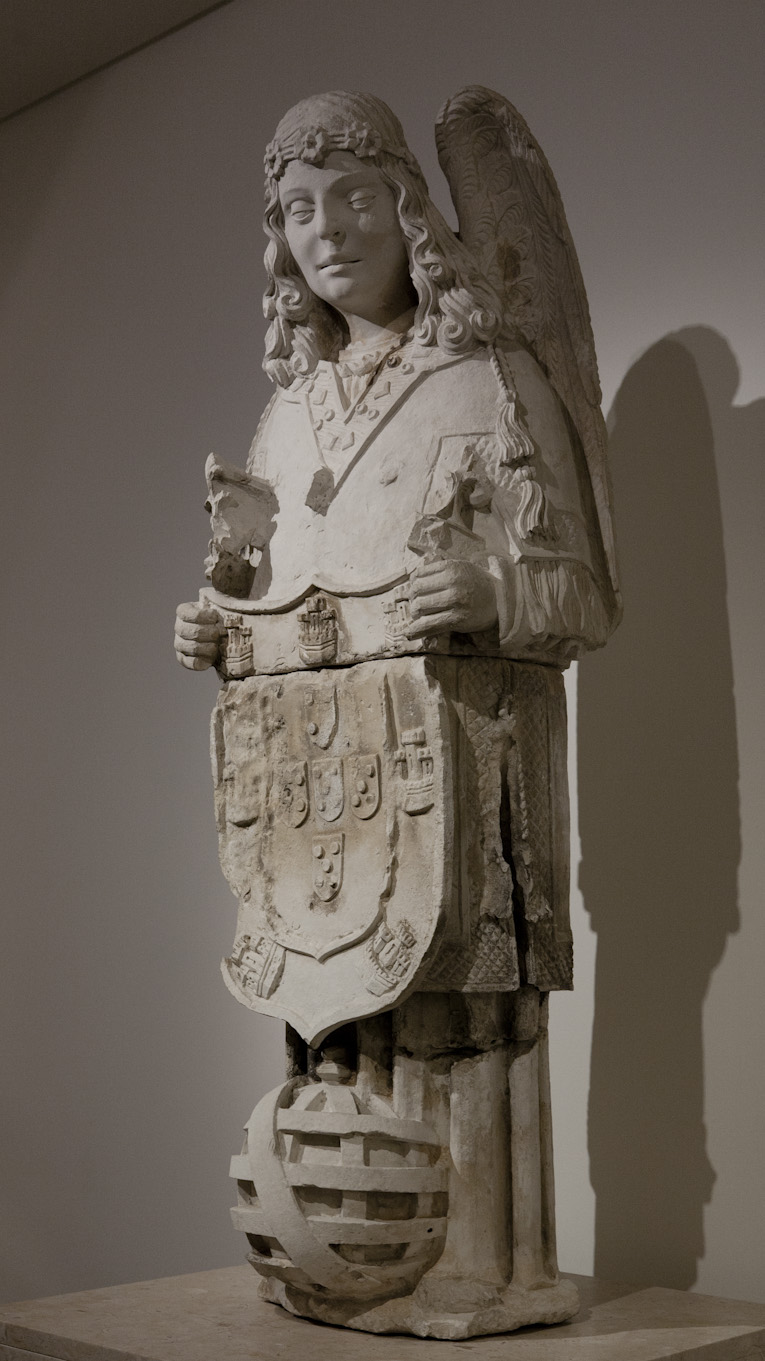
Anjo Heráldico, c. 1518 (MNMC)
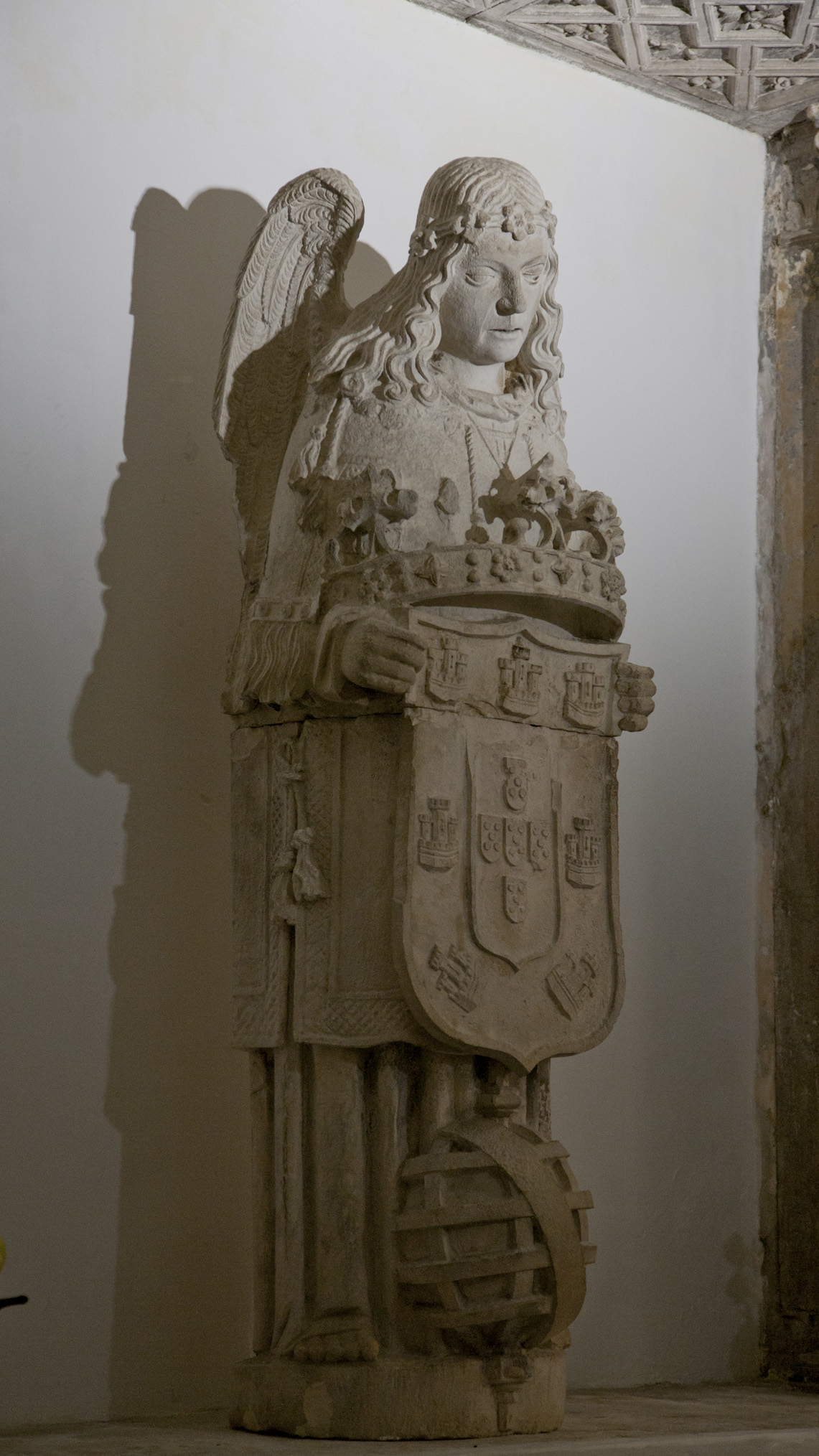
Anjo Heráldico, c. 1518, igreja do Mosteiro de Santa Cruz, Coimbra
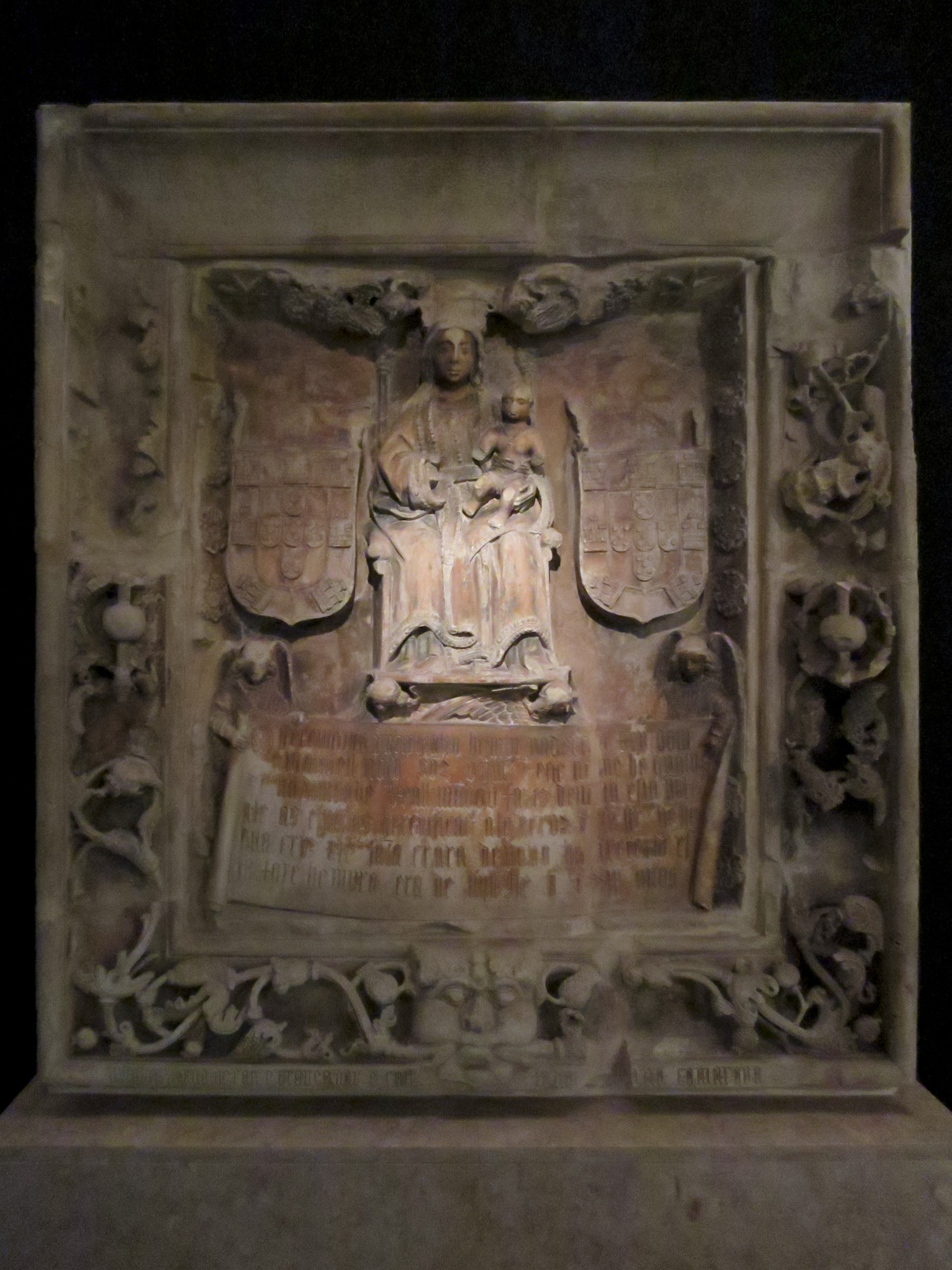
Padrão da ponte, 1513 (MNMC)
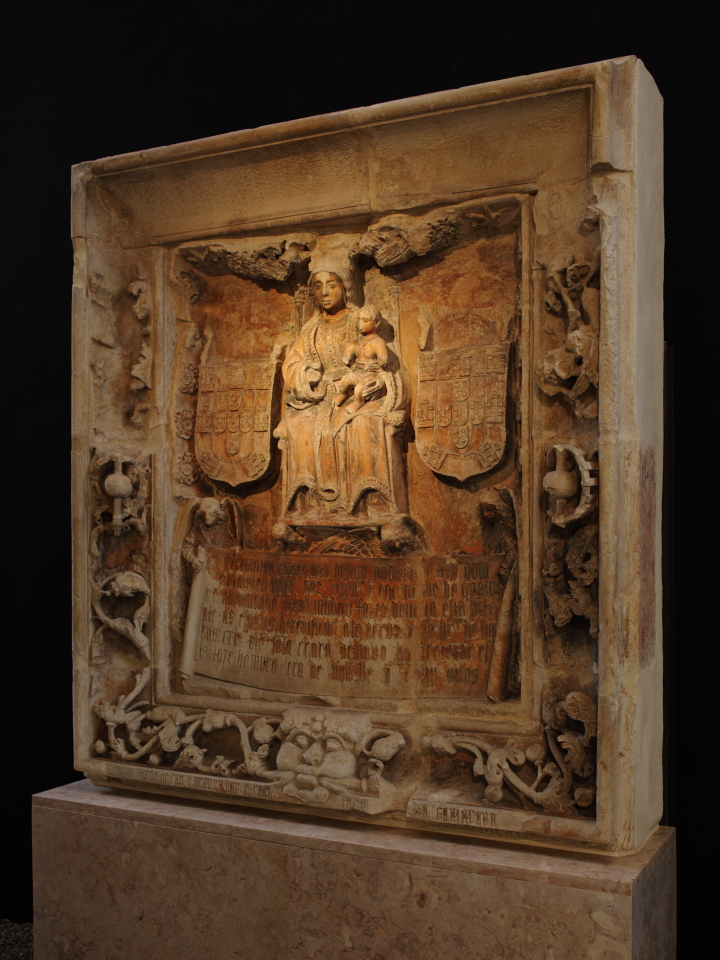
Padrão da ponte, 1513 (MNMC)
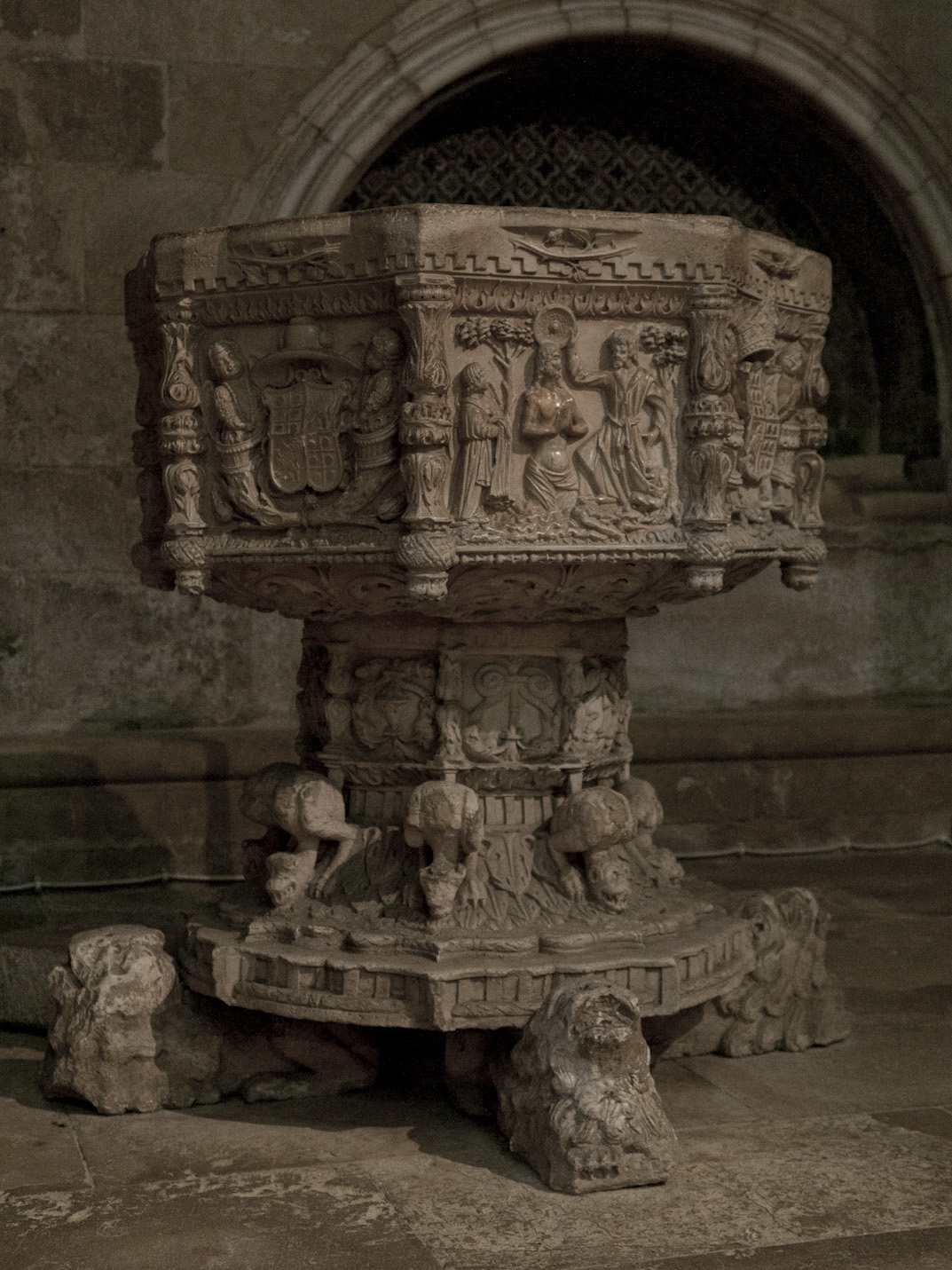
Pia Batismal, 1520-1525 (Sé Velha de Coimbra)
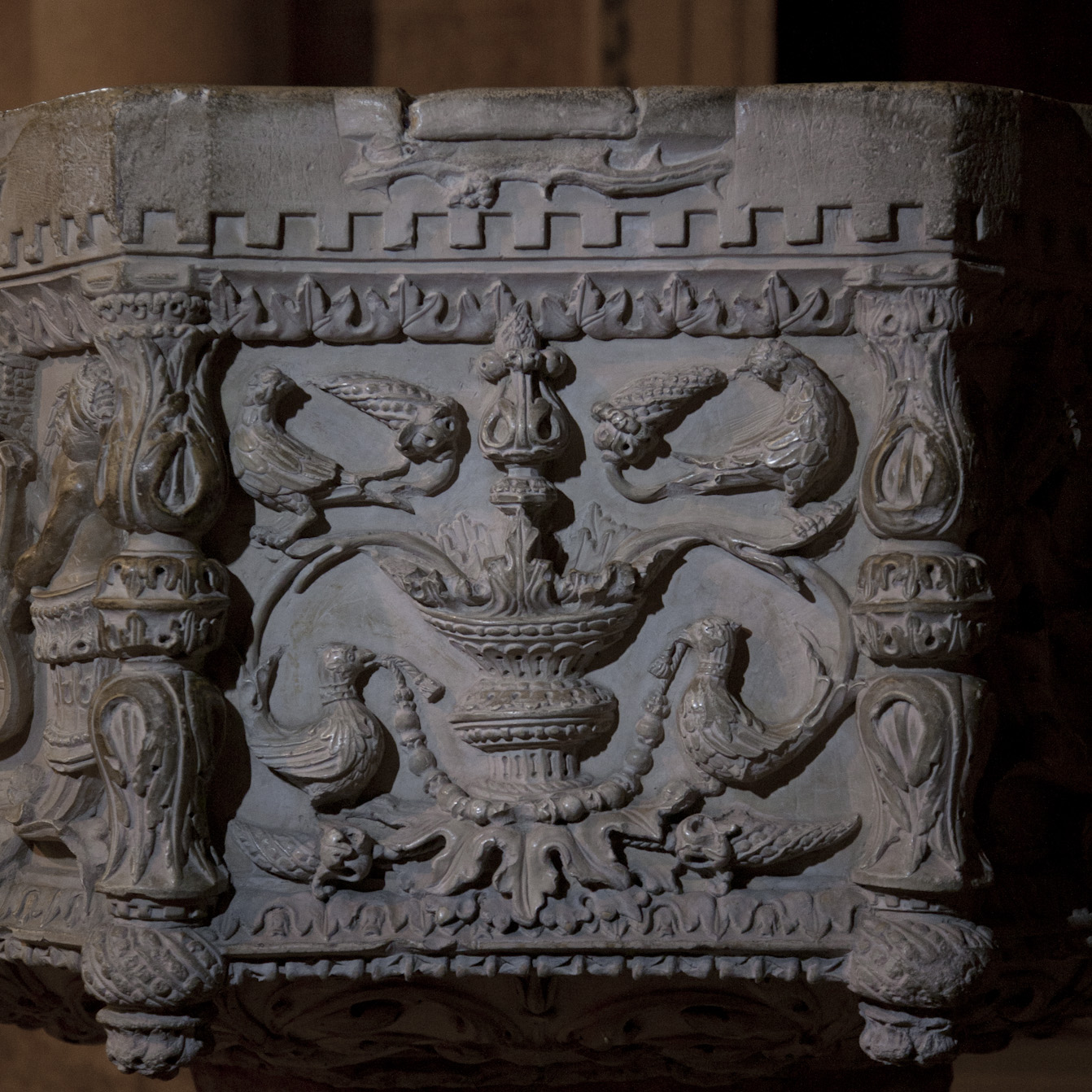
Pia Batismal,  1520-1525, pormenor (Sé Velha de Coimbra)
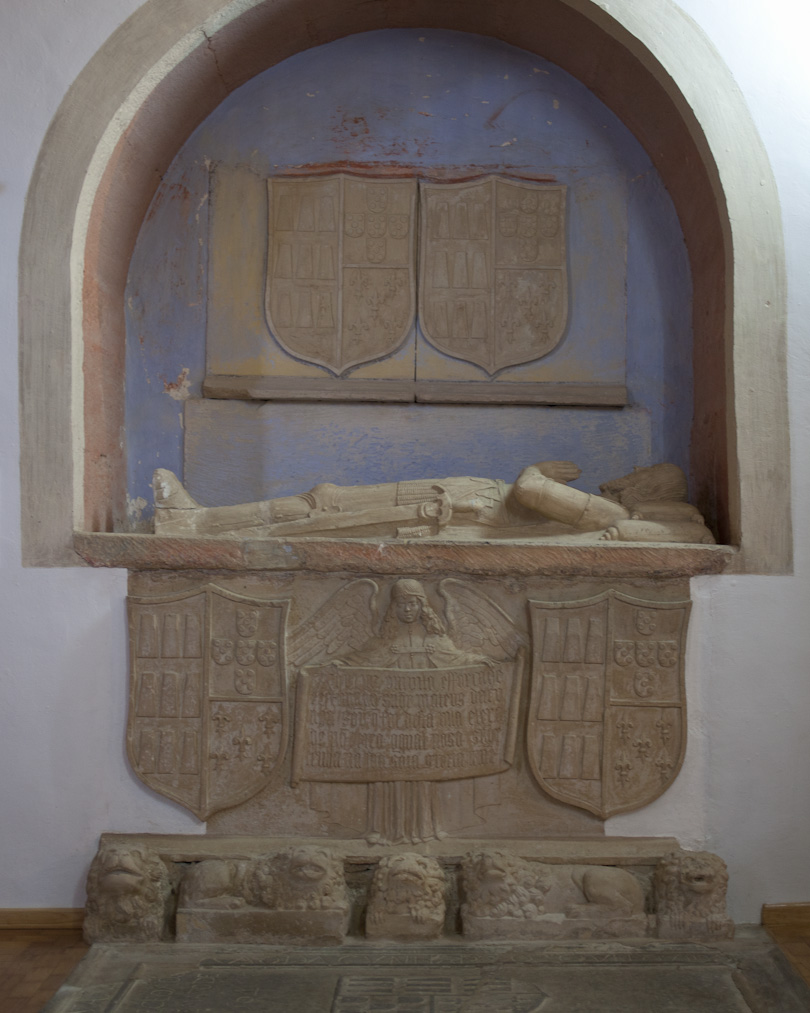
Túmulo de Mateus da Cunha, 7º Senhor de Pombeiro, c. 1525
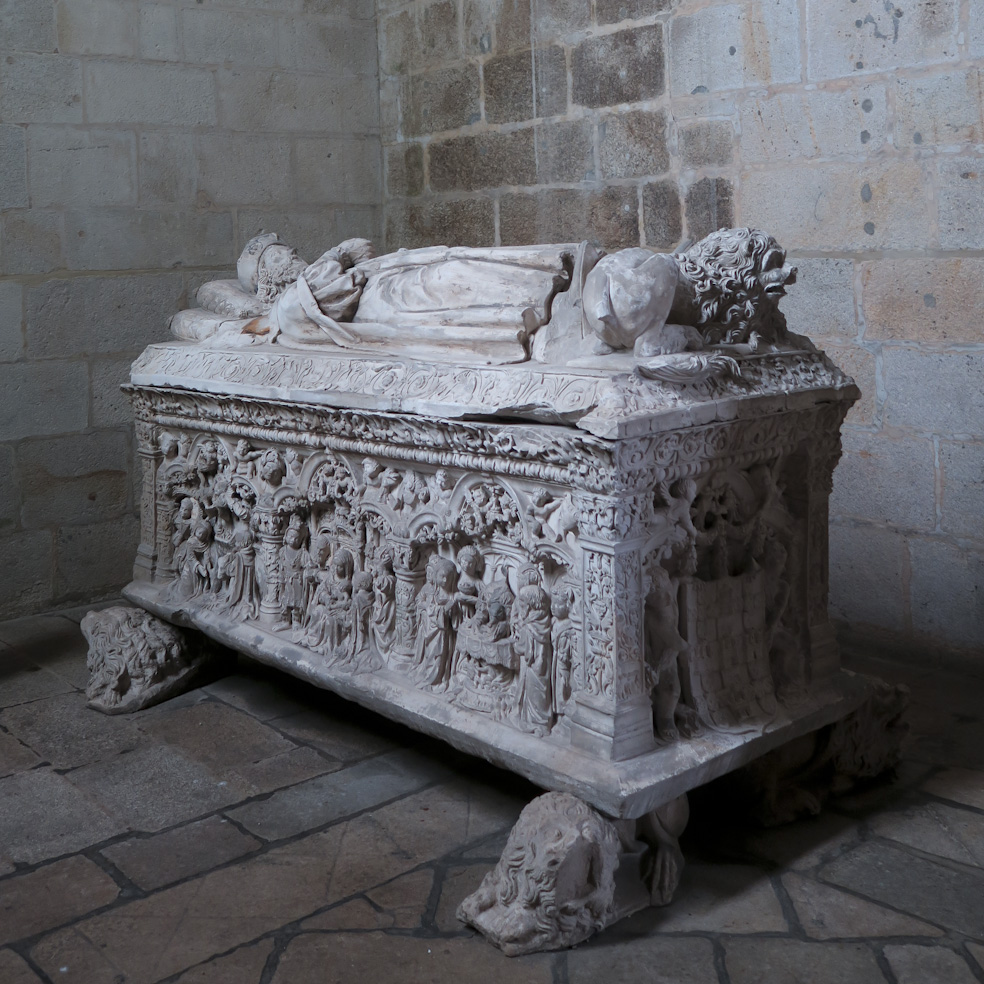
Oficina de Diogo Pires-o-Moço, Túmulo de D. Afonso Sanches, séc. XVI